# Джон Дойл (футболіст)
Джон Дойл (англ. John Doyle, нар. 16 березня 1966, Сан-Хосе) — американський футболіст, що грав на позиції захисника. По завершенні ігрової кар'єри — тренер. Відомий за виступами в клубах США «Сан-Хосе Ерзквейкс» та «Атланта Ракус», а також у шведському клубі «Ергрюте» та німецькому «Локомотиві», а також національну збірну США, у складі якої в 1991 році став володарем Золотого кубка КОНКАКАФ.

## Клубна кар'єра
Джон Дойл народився у 1966 році в місті Сан-Хосе, та є вихованцем футбольної школи клубу «Сан-Франциско Донс». У 1987 році один сезон провів у складі клубу «Сан-Хосе Ерзквейкс». У 1989 році футболіст грав у складі команди «Сан-Франциско Бей Блекгоукс». У 1990 році Дойл відбув до Європи, де грав у складі шведської команди Аллсвенскан «Ергрюте». У 1992 році на правах оренди Джон Дойл грав у складі «Сан-Франциско Бей Блекгоукс», після чого повернувся до «Ергрюте».
У 1993 році Джон Дойл став гравцем клубу німецької Бундесліги «Локомотив» (Лейпциг). Проте команда з Лейпцига зуміла протриматись у найвищому німецькому дивізіоні лише рік, після чого Дойл повернувся на батьківщину, де став гравцем клубу «Атланта Ракус». У 1996 році футболіст знову став гравцем клубу «Сан-Хосе Ерзквейкс», за який грав до 2000 року, після чого завершив виступи на футбольних полях.

## Виступи за збірну
У 1987 році Джон Дойл дебютував у складі національної збірної США. Наступного року футболіст у складі олімпійської збірної брав участь у турнірі Олімпійських іграх 1988 року у Сеулі. У 1990 році Джон Дойл у складі національної збірної брав участь у чемпіонаті світу 1990 року в Італії.
У 1991 році Джон Дойл у складі національної збірної брав участь у розіграшу розіграшу Золотого кубка КОНКАКАФ 1991 року у США, здобувши у складі збірної титул континентального чемпіона. У 1993 році Дойл у складі збірної брав участь у розіграшу Золотого кубка КОНКАКАФ 1993 року у США та Мексиці, де разом з командою здобув «срібло». У цьому ж році в складі збірної США Джон Дойл брав участь у розіграшу розіграшу Кубка Америки 1993 року в Еквадорі. У складі збірної грав до 1994 року, загалом протягом кар'єри в національній команді провів у її формі 53 матчі, забивши 2 голи.

## Кар'єра тренера
У 2004—2005 роках Джон Дойл входив до тренерського штабу клубу «Сан-Хосе Ерзквейкс». Пізніше Джон Дойл працював генеральним менеджером клубу з Сан-Хосе.

## Титули і досягнення
- Володар Золотого кубка КОНКАКАФ (1): 1991
- Срібний призер Золотого кубка КОНКАКАФ: 1993